# Tetragnatha bituberculata
Tetragnatha bituberculata là một loài nhện trong họ Tetragnathidae.
Loài này thuộc chi Tetragnatha. Tetragnatha bituberculata được miêu tả năm 1867 bởi L. Koch.

## Hình ảnh

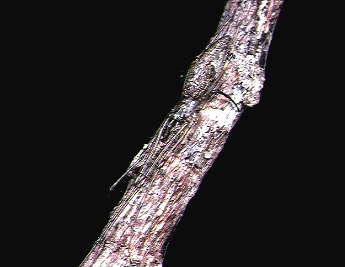
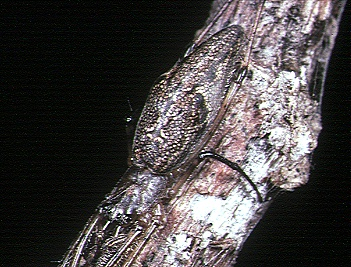